# 1930 w sztukach plastycznych
Wydarzenia w sztukach plastycznych i wizualnych w 1930 roku.

## Wydarzenia
- W Sydney otwarto The Modern Art Centre[1]
- W Łodzi otwarto Muzeum Sztuki

## Malarstwo
- Edward Hopper

Niedzielny poranek – olej na płótnie
- Henryk Stażewski

Kompozycja
- Marc Chagall

Kochankowie w bzie – olej na płótnie
Akrobatka – olej na płótnie

## Rysunek
- Stanisław Ignacy Witkiewicz

Portret Michała Choromańskiego – pastel na papierze, 65x90
Portret wspólny Heleny i Teodora Białynickich-Birula – pastel na papierze, 47x63 cm
Portret podwójny Haliny Judt i Michała Choromańskiego – pastel na papierze, 66x50 cm

## Grafika
- Maurits Cornelis Escher

Castrovalva – litografia

## Fotomontaż
- Hannah Höch

Tamer

## Urodzeni
- 2 stycznia – Jerzy Ludwiński (zm. 2000), polski teoretyk sztuki pojęciowej, krytyk sztuki, dziennikarz i wykładowca
- 20 czerwca – Magdalena Abakanowicz (zm. 2017), polska rzeźbiarka
- 14 września – Jerzy Bereś (zm. 2012), polski rzeźbiarz i performer
- 22 października – Gerhard Jürgen Blum-Kwiatkowski, (zm. 2015)  polski artysta działający w Niemczech, malarz, twórca instalacji, teoretyk sztuki
- 3 listopada – Viera Gergeľová, słowacka ilustratorka, graficzka i malarka
- Włodzimierz Borowski (zm. 2008), artysta malarz, twórca environment, happeningów i instalacji

## Zmarli
- 18 stycznia - Anna Abrahams (ur. 1849), holenderska malarka
- 29 września - Ilja Riepin (ur. 1844), rosyjski malarz
- Federico Andreotti (ur. 1847), włoski malarz